# Persone di cognome Duncan
| Questa pagina contiene informazioni ricavate automaticamente dalle voci biografiche con l'ausilio del template Bio e di un bot. L'aggiornamento è periodico e automatico e ricostruisce completamente la pagina. Se manca una persona in questa lista, sei pregato di non aggiungerla, ma accertati piuttosto che la sua voce biografica contenga il template Bio e che i dati anagrafici siano correttamente compilati. Se il template Bio manca, inseriscilo tu stesso o, in alternativa, metti l'avviso {{tmp\|Bio}} che ne segnala la mancanza. Se i dati riportati sono sbagliati, correggi direttamente la voce biografica; le modifiche saranno visibili in questa lista entro pochi giorni. Per chiarimenti vedi il progetto antroponimi. La lista contiene solo le 62 persone che sono citate nell'enciclopedia e per le quali è stato implementato correttamente il template Bio. Pagina aggiornata al 7 giu 2025. |

Questa è una lista di persone presenti nell'enciclopedia che hanno il cognome Duncan, suddivise per attività principale.

## Allenatori di hockey su ghiaccio(1)
- Iain Duncan, allenatore di hockey su ghiaccio, dirigente sportivo e ex hockeista su ghiaccio canadese (Weston, n. 1963)

## Ammiragli(1)
- Adam Duncan, ammiraglio britannico (Dundee, n. 1731 - Cornhill-on-Tweed, † 1804)

## Artisti(1)
- John Duncan, artista e musicista statunitense (Wichita, n. 1953)

## Attori(6)
- Alastair Duncan, attore e doppiatore britannico (Edimburgo, n. 1958)
- Archie Duncan, attore scozzese (Glasgow, n. 1914 - Londra, † 1979)
- Bud Duncan, attore statunitense (Brooklyn, n. 1883 - Los Angeles, † 1960)
- Christopher B. Duncan, attore statunitense (Lincoln, n. 1964)
- Michael Clarke Duncan, attore statunitense (Chicago, n. 1957 - Los Angeles, † 2012)
- William Duncan, attore, regista e sceneggiatore scozzese (Dundee, n. 1879 - Hollywood, † 1961)

## Attori teatrali(1)
- Malcolm Duncan, attore teatrale statunitense (Brooklyn, n. 1881 - Long Island, † 1942)

## Attrici(3)
- Lindsay Duncan, attrice britannica (Edimburgo, n. 1950)
- Mary Duncan, attrice statunitense (Luttrellville, n. 1895 - Palm Beach, † 1993)
- Sandy Duncan, attrice, cantante e ballerina statunitense (Henderson, n. 1946)

## Baritoni(1)
- Todd Duncan, baritono statunitense (Danville, n. 1913 - Washington, † 1998)

## Calciatori(8)
- Jack Duncan, calciatore australiano (Perth, n. 1993)
- John Duncan, calciatore e allenatore di calcio britannico (Dundee, n. 1949 - † 2022)
- Johnny Duncan, calciatore e allenatore di calcio scozzese (Fife, n. 1896 - Leicester, † 1966)
- Alfred Duncan, calciatore ghanese (Accra, n. 1993)
- Kyle Duncan, calciatore statunitense (Brooklyn, n. 1997)
- Bobby Duncan, ex calciatore scozzese (n. 1945)
- Ryan Duncan, calciatore scozzese (Keig, n. 2004)
- Scott Duncan, calciatore e allenatore di calcio scozzese (Dumbarton, n. 1888 - † 1976)

## Calciatrici(1)
- Katie Duncan, calciatrice neozelandese (Cambridge, n. 1988)

## Cantanti(2)
- Bushman, cantante giamaicano (Giamaica, n. 1973)
- Lesley Duncan, cantante e musicista britannica (Stockton-on-Tees, n. 1943 - Tobermory, † 2010)

## Cantautrici(1)
- Whitney Duncan, cantautrice e personaggio televisivo statunitense (Scotts Hill, n. 1984)

## Cestisti(4)
- Andy Duncan, cestista statunitense (Buford, n. 1922 - † 2006)
- Tim Duncan, ex cestista e allenatore di pallacanestro americo-verginiano (Christiansted, n. 1976)
- Calvin Duncan, ex cestista e allenatore di pallacanestro statunitense (Linden, n. 1961)
- Josh Duncan, cestista statunitense (Cincinnati, n. 1986)

## Chitarristi(1)
- Big John Duncan, chitarrista britannico (Glasgow, n. 1958)

## Compositori(1)
- Robert Duncan, compositore canadese (Toronto, n. 1973)

## Danzatrici(1)
- Isadora Duncan, danzatrice statunitense (San Francisco, n. 1877 - Nizza, † 1927)

## Discoboli(1)
- James Duncan, discobolo statunitense (New York, n. 1887 - † 1955)

## Filosofi(1)
- William Duncan, filosofo scozzese (Aberdeen, n. 1717 - Aberdeen, † 1760)

## Fotografi(1)
- Kenn Duncan, fotografo statunitense (New Jersey, n. 1928 - New York, † 1986)

## Giocatori di football americano(3)
- Randy Duncan, giocatore di football americano statunitense (Osage, n. 1937 - Des Moines, † 2016)
- Jaelyn Duncan, giocatore di football americano statunitense (Silver Spring, n. 2000)
- Jim Duncan, giocatore di football americano statunitense (Lancaster, n. 1946 - Lancaster, † 1972)

## Musicisti(1)
- Gordon Duncan, musicista britannico (n. 1964 - Pitlochry, † 2005)

## Piloti automobilistici(1)
- Len Duncan, pilota automobilistico statunitense (Brooklyn, n. 1911 - Lansdale, † 1998)

## Piloti di rally(1)
- Ian Duncan, ex pilota di rally keniota (Nairobi, n. 1961)

## Pittori(1)
- Walter Duncan, pittore britannico (Londra, n. 1848 - Richmond upon Thames, † 1932)

## Poeti(1)
- Robert Duncan, poeta statunitense (Oakland, n. 1919 - San Francisco, † 1988)

## Polistrumentisti(1)
- Stuart Duncan, polistrumentista statunitense (Quantico, n. 1964)

## Politici(8)
- Arne Duncan, politico e docente statunitense (Chicago, n. 1964)
- Geoff Duncan, politico e ex giocatore di baseball statunitense (New Kensington, n. 1975)
- Ian Duncan, barone Duncan di Springbank, politico britannico (n. 1973)
- Jeff Duncan, politico statunitense (Ware Shoals, n. 1966)
- Jimmy Duncan, politico e magistrato statunitense (Lebanon, n. 1947)
- Joseph Duncan, politico statunitense (Paris, n. 1794 - Jacksonville, † 1844)
- Patrick Duncan, politico britannico (Fortrie, n. 1870 - Pretoria, † 1943)
- Robert B. Duncan, politico statunitense (Normal, n. 1920 - Portland, † 2011)

## Registi(1)
- Peter Duncan, regista e sceneggiatore australiano (Sydney, n. 1964)

## Sassofonisti(1)
- Malcolm Duncan, sassofonista britannico (Montrose, n. 1945 - Bocholt, † 2019)

## Sceneggiatori(1)
- Patrick Sheane Duncan, sceneggiatore e regista statunitense (n. 1947)

## Sciatori alpini(1)
- Peter Duncan, ex sciatore alpino canadese (Sherbrooke, n. 1944)

## Scrittori(2)
- David Duncan, scrittore e sceneggiatore statunitense (Billings, n. 1913 - Everett, † 1999)
- Glen Duncan, scrittore britannico (Bolton, n. 1965)

## Storici(1)
- Archie Duncan, storico scozzese (n. 1926 - † 2017)

## Tennisti(1)
- Lawson Duncan, ex tennista statunitense (Asheville, n. 1964)

## Tuffatori(1)
- Greg Duncan, tuffatore statunitense (n. 1998)